# کاتالان مرکزی

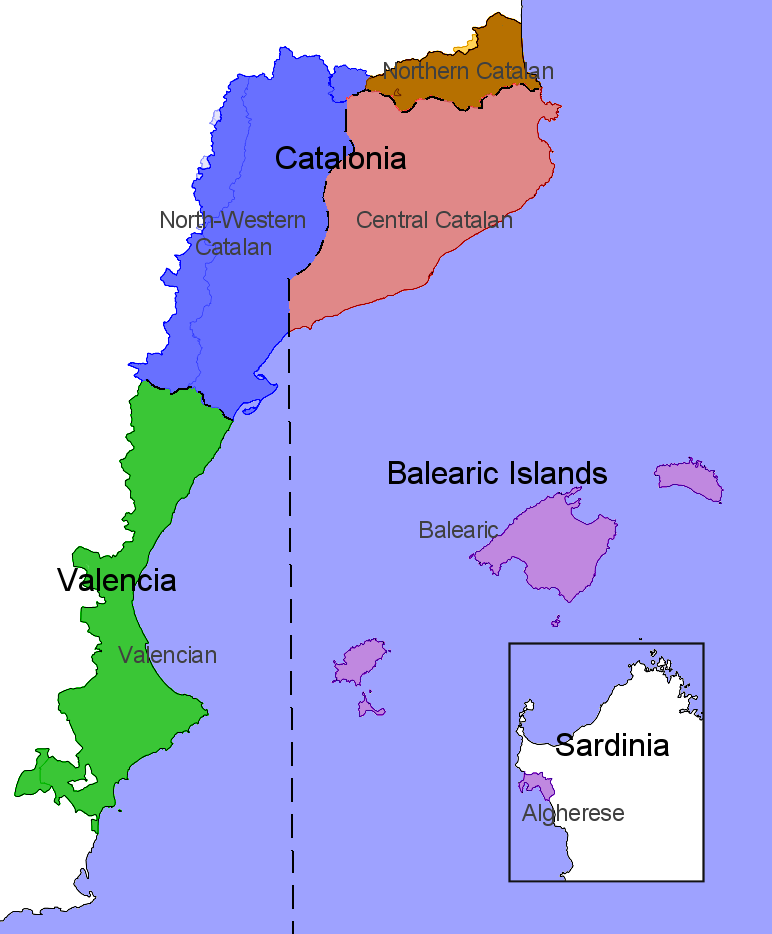
نقشه گویش‌های کاتالان، کاتالان مرکزی به رنگ قرمز

کاتالان مرکزی گویش اصلی زبان کاتالان در کشور اسپانیا می‌باشد که بیشترین میزان گویشور کاتالانی را دارد. این گویش در ناحیه بارسلون رایج است. کاتالان مرکزی به عنوان گویش اصلی و مبنای زبان نگارشی کاتالانی در نظر گرفته شده‌است. این گویش کاربرد نوشتاری دارد. زبان کاتالان یک زبان هندواروپایی و از شاخه زبان‌های رومی‌تبار بشمار می‌رود.